# イエス玉川
イエス 玉川（いえす たまがわ、1949年9月7日 - ）は、浪曲師、漫談家。広島県三原市（旧賀茂郡大和町）出身。ジャイロスコープ所属。本名：深見 輝義。

## 人物と芸風
陸上競技選手として活躍した実兄に倣って、自らも陸上競技に打ち込み、1965年に県立広島工業高校に推薦入学したが、練習中に肩を脱臼し選手生命を断たれたため、絶望の余り3ヶ月で中退。
程なく、浪曲コメディアンとして人気絶頂の玉川良一を頼って徒手上京。礼儀正しさを買われて入門を許されたものの、正式な浪曲修行のために、良一の弟弟子の三代目玉川勝太郎に預けられ、玉川勝美を名乗る。4年後に年季明け独立。
二代目玉川福太郎は年長の弟弟子に当り、『NHK浪曲新人コンクール』では優勝を争った。
高座をミサと呼び、神父姿で漫談を交えながら浪曲を唸る独特のスタイルで人気となり、『爆笑ゴールデンショー』（1975年、フジテレビ）でテレビ初レギュラー。
1980年、歌舞伎座にて真打披露、カタカナ名の芸人として初めて歌舞伎座の桧舞台を踏む。1980年代前半には『江川代参』『ひょうきん朝潮太郎』等、自作のケレン読みと客いじりで若手演芸ファンにも浸透を図った。
1996年には、国立演芸場で芸能生活25周年記念独演会を開催。
2001年、デビュー30周年記念カセットテープ『たぬきと和尚さん』を発売。
2007年8月5日と11月25日放送の『笑点』（NTV）に久々に出演し、ブラックジョークの青森ネタが話題を呼ぶ。
2011年、突如玉川カルテットの新リーダー・玉川玉太郎として玉川カルテットに加入。
2013年、玉川カルテットを脱退。
現在は再びピンで神父姿の漫談と浪曲を口演している。
2018年1月現在、木馬亭定席公演に復帰している。

## エピソード
- 言うまでもなく本物の神父ではなく、「私自身は、キリスト教とは無関係ですが、何事にも感謝する気持ちを大切にしてきました。」[3]と語っている。

## 受賞歴
- 1976年 日本放送演芸大賞漫談部門ホープ賞

## 音楽作品
シングル
- 夜の讃美歌（1975年、ローオンレコード、規格品番：RR-43）
- 叱らないで（1983年、ポリドール・レコード、規格品番：7DX 1271。青山ミチのカバー）

ほか

## 註
1. ↑  実際には、脳梗塞で病臥中の二代目を介護させる目的だった。『青空うれしの墓を訪ねて3000キロ』参照。
2. ↑  青森市商工会議所主催のイベントに呼ばれた際、地元司会者に『エイズ玉川』と紹介された事件を、ネタにし続けている。
3. ↑  https://www.city.arakawa.tokyo.jp/unet/issue/interview/0412/index.html